# Sportliche Vereinigung Blau-Weiß 1890 1990-1991
Questa voce raccoglie le informazioni riguardanti la Sportliche Vereinigung Blau-Weiß 1890 nelle competizioni ufficiali della stagione 1990-1991.

## Stagione
Nella stagione 1990-1991 il Blau-Weiss Berlin, allenato da Horst Ehrmantraut e Wolfgang Metzler, concluse il campionato di 2. Bundesliga al 6º posto. In Coppa di Germania il Blau-Weiss Berlin fu eliminato agli ottavi di finale dal Duisburg.

## Rosa
| N. |                     | Ruolo | Calciatore          |
| -- | ------------------- | ----- | ------------------- |
|    | Germania (bandiera) | P     | Holger Gehrke       |
|    | Germania (bandiera) | D     | Dirk Kunert         |
|    | Germania (bandiera) | D     | Alexander Kutschera |
|    | Germania (bandiera) | D     | Dirk Muschiol       |
|    | Germania (bandiera) | D     | Christian Niebel    |
|    | Germania (bandiera) | D     | Helmut Rahner       |
|    | Germania (bandiera) | D     | Stefan Rieger       |
|    | Germania (bandiera) | D     | Michael Schmidt     |
|    | Germania (bandiera) | C     | Thomas Albrecht     |
|    | Germania (bandiera) | C     | Dietmar Drabow      |
|    | Germania (bandiera) | C     | Peter Gartmann      |

| N. |                               | Ruolo | Calciatore            |
| -- | ----------------------------- | ----- | --------------------- |
|    | Rep. Ceca (bandiera)          | C     | Stanislav Levý        |
|    | Germania (bandiera)           | C     | Thomas Motzke         |
|    | Germania (bandiera)           | C     | Norbert Schock        |
|    | Ucraina (bandiera)            | C     | Ivan Yaremchuk        |
|    | Germania (bandiera)           | A     | Thomas Adler          |
|    | Croazia (bandiera)            | A     | Damir Bujan           |
|    | Germania (bandiera)           | A     | René Deffke           |
|    | Macedonia del Nord (bandiera) | A     | Goran Markov          |
|    | Germania (bandiera)           | A     | Thorsten Schlumberger |
|    | Germania (bandiera)           | A     | Michael Steffen       |

## Organigramma societario
Area tecnica
- Allenatore: Wolfgang Metzler
- Allenatore in seconda:
- Preparatore dei portieri:
- Preparatori atletici:

## Calciomercato

### Sessione estiva
| Acquisti | Acquisti         | Acquisti               | Acquisti |
| R.       | Nome             | da                     | Modalità |
| -------- | ---------------- | ---------------------- | -------- |
| A        | Damir Bujan      | Türkiyemspor Berlino   |          |
| D        | Dirk Muschiol    | Reinickendorfer Füchse |          |
| D        | Christian Niebel | Hertha Berlino         |          |
| D        | Helmut Rahner    | Norimberga (juniores)  |          |

| Cessioni | Cessioni        | Cessioni                 | Cessioni |
| R.       | Nome            | a                        | Modalità |
| -------- | --------------- | ------------------------ | -------- |
| D        | Jürgen Haller   | SV Austria Tabak Linz    |          |
| A        | Peter Saternus  | Eisenhüttenstädter Stahl |          |
| A        | Ralf Steinfurth | Greifswalder             |          |
| D        | Norbert Wagner  | Bayreuth                 |          |
| C        | Achim Wilbois   | Eintracht Treviri        |          |

### Sessione invernale
| Acquisti | Acquisti        | Acquisti        | Acquisti |
| R.       | Nome            | da              | Modalità |
| -------- | --------------- | --------------- | -------- |
| A        | Michael Steffen | Bergmann-Borsig |          |
| C        | Ivan Yaremchuk  | Dinamo Kiev     |          |

| Cessioni | Cessioni | Cessioni | Cessioni |
| R.       | Nome     | a        | Modalità |
| -------- | -------- | -------- | -------- |

## Risultati

### 2. Bundesliga

#### Girone di andata
| Arbitro: | Merk |

|                       |           |  |
| Hofmann 62’ Wolff 85’ | Marcatori |  |

| Arbitro: | Amerell |

|                         |           |                |
| Schlumberger 53’ (rig.) | Marcatori | 89’ Sendscheid |

| Arbitro: | Aust |

|                                               |           |  |
| Vollmer 28’ Cayasso 29’ Marin 48’ (rig.), 58’ | Marcatori |  |

| Arbitro: | Wiesel |

|                                             |           |            |
| Schlumberger 14’, 83’ Motzke 52’ Deffke 65’ | Marcatori | 3’ Cardoso |

| Arbitro: | Mölm |

|  |           |                                   |
|  | Marcatori | 32’ (rig.) Schlumberger 72’ Adler |

| Arbitro: | Scheuerer |

|            |           |           |
| Deffke 90’ | Marcatori | 75’ Meyer |

| Arbitro: | Ronig |

|                                   |           |                         |
| Heisig 5’ (rig.), 63’ Weiland 74’ | Marcatori | 25’ (rig.) Schlumberger |

| Arbitro: | Krug |

|                    |           |           |
| Adler 57’ Levý 85’ | Marcatori | 28’ Zeyer |

| Arbitro: | Jansen |

|                    |           |                      |
| Klopp 12’ Kirn 26’ | Marcatori | 20’ Adler 58’ Motzke |

| Berlino 16 settembre 1990, ore 15:00 CEST 10ª giornata | Blau-Weiß Berlin | 0 – 0 referto | Fortuna Colonia | Stadio Olimpico (1 500 spett.)\| Arbitro: \| Brückner \| |
| Arbitro:                                               | Brückner         |               |                 |                                                          |

| Arbitro: | Kasper |

|  |           |                               |
|  | Marcatori | 4’ Bujan 16’ Motzke 76’ Adler |

| Arbitro: | Gangkofer |

|                    |           |  |
| Adler 55’ Levý 79’ | Marcatori |  |

| Saarbrücken 5 ottobre 1990, ore 19:00 CET 13ª giornata | Saarbrücken | 0 – 0 referto | Blau-Weiß Berlin | Ludwigsparkstadion (5 400 spett.)\| Arbitro: \| Boos \| |
| Arbitro:                                               | Boos        |               |                  |                                                         |

| Arbitro: | Strigel |

|                            |           |  |
| Adler 25’ Schlumberger 71’ | Marcatori |  |

| Berlino 21 ottobre 1990, ore 15:00 CET 15ª giornata | Blau-Weiß Berlin | 0 – 0 referto | Eintracht Braunschweig | Stadio Olimpico (3 000 spett.)\| Arbitro: \| Broska \| |
| Arbitro:                                            | Broska           |               |                        |                                                        |

| Arbitro: | Lehnardt |

|               |           |           |
| Brinkmann 90’ | Marcatori | 40’ Adler |

| Arbitro: | Schmidt |

|                                 |           |             |
| Schlumberger 39’ Adler 76’, 82’ | Marcatori | 81’ Tiedgen |

| Arbitro: | Brückner |

|          |           |           |
| Reuß 72’ | Marcatori | 33’ Adler |

| Arbitro: | Best |

|                      |           |                       |
| Adler 56’ Markov 88’ | Marcatori | 72’ Beyel 84’ Tönnies |

#### Girone di ritorno
| Arbitro: | Mierswa |

|                    |           |             |
| Levý 30’ Adler 40’ | Marcatori | 49’ Hofmann |

| Arbitro: | Steinborn |

|            |           |           |
| Müller 26’ | Marcatori | 70’ Adler |

| Arbitro: | Löwer |

|            |           |           |
| Deffke 40’ | Marcatori | 50’ Marin |

| Arbitro: | Blüthgen |

|                      |           |  |
| Maciel 24’ Gries 28’ | Marcatori |  |

| Arbitro: | Boos |

|                         |           |               |
| Schlumberger 45’ (rig.) | Marcatori | 32’ Brinkmann |

| Arbitro: | Domurat |

|                                                  |           |                                                                    |
| Palma 60’ Schlumberger 80’ (aut.) Wawrzyniak 89’ | Marcatori | 13’ (aut.) Palma 15’ Deffke 16’, 37’ Adler 78’ (rig.) Schlumberger |

| Arbitro: | Kuhne |

|          |           |             |
| Levý 50’ | Marcatori | 86’ Kuhlmey |

| Friburgo in Brisgovia 30 marzo 1991, ore 15:00 CET 27ª giornata | Friburgo | 0 – 0 referto | Blau-Weiß Berlin | Dreisamstadion (2 900 spett.)\| Arbitro: \| Brückner \| |
| Arbitro:                                                        | Brückner |               |                  |                                                         |

| Arbitro: | Tritschler |

|                      |           |          |
| Adler 48’ Deffke 90’ | Marcatori | 65’ Ruof |

| Arbitro: | Feistner |

|                       |           |            |
| Friz 66’ Pasul'ko 90’ | Marcatori | 90’ Deffke |

| Arbitro: | Matheis |

|                                |           |                           |
| Adler 6’ Thommessen 45’ (aut.) | Marcatori | 17’ (rig.) Röber 75’ Serr |

| Arbitro: | Aust |

|                |           |                   |
| Eichenauer 25’ | Marcatori | 74’ (rig.) Motzke |

| Arbitro: | Mölm |

|                  |           |             |
| Schlumberger 29’ | Marcatori | 33’ Schüler |

| Meppen 12 maggio 1991, ore 15:00 CEST 33ª giornata | Meppen | 0 – 0 referto | Blau-Weiß Berlin | Hindenburgstadion (4 000 spett.)\| Arbitro: \| Jansen \| |
| Arbitro:                                           | Jansen |               |                  |                                                          |

| Arbitro: | Schmidt |

|                                            |           |                |
| Buchheister 31’ (rig.) Seeliger 64’ (rig.) | Marcatori | 54’, 90’ Adler |

| Berlino 24 maggio 1991 35ª giornata | Blau-Weiß Berlin | 0 – 0 referto | Osnabrück | Friedrich-Ludwig-Jahn-Sportpark (734 spett.)\| Arbitro: \| Gochermann \| |
| Arbitro:                            | Gochermann       |               |           |                                                                          |

| Arbitro: | Domberg |

|               |           |                      |
| Kronhardt 14’ | Marcatori | 77’ Drabow 89’ Adler |

| Arbitro: | Kentsch |

|                                                                           |           |            |
| Adler 14’ Deffke 15’, 48’ Gartmann 52’ Häcker 58’ (aut.) Schlumberger 65’ | Marcatori | 64’ Häcker |

| Arbitro: | Mierswa |

|             |           |  |
| Tönnies 86’ | Marcatori |  |

### Coppa di Germania
| Arbitro: | Domberg |

|  |           |                                      |
|  | Marcatori | 7’ Bujan 26’ Schlumberger 61’ Motzke |

| Düsseldorf 3 novembre 1990, ore 15:30 CET Secondo turno | Fortuna Düsseldorf | 0 – 0 (d.t.s.) referto | Blau-Weiß Berlin | Rheinstadion (6 000 spett.)\| Arbitro: \| Föckler \| |
| Arbitro:                                                | Föckler            |                        |                  |                                                      |

| Arbitro: | Amerell |

|                  |           |  |
| Schlumberger 83’ | Marcatori |  |

| Arbitro: | Fux |

|                                      |           |                |
| Tönnies 35’ (rig.), 68’ (rig.), 109’ | Marcatori | 16’, 76’ Adler |

## Statistiche

### Statistiche di squadra
| Competizione      | Punti | In casa | In casa | In casa | In casa | In casa | In casa | In trasferta | In trasferta | In trasferta | In trasferta | In trasferta | In trasferta | Totale | Totale | Totale | Totale | Totale | Totale | DR  |
| Competizione      | Punti | G       | V       | N       | P       | Gf      | Gs      | G            | V            | N            | P            | Gf           | Gs           | G      | V      | N      | P      | Gf     | Gs     | DR  |
| ----------------- | ----- | ------- | ------- | ------- | ------- | ------- | ------- | ------------ | ------------ | ------------ | ------------ | ------------ | ------------ | ------ | ------ | ------ | ------ | ------ | ------ | --- |
| 2. Bundesliga     | 44    | 19      | 8       | 11      | 0       | 33      | 16      | 19           | 4            | 9            | 6            | 22           | 26           | 38     | 12     | 20     | 6      | 55     | 42     | +13 |
| Coppa di Germania | -     | 1       | 1       | 0       | 0       | 1       | 0       | 3            | 1            | 1            | 1            | 5            | 3            | 4      | 2      | 1      | 1      | 6      | 3      | +3  |
| Totale            | 44    | 20      | 9       | 11      | 0       | 34      | 16      | 22           | 5            | 10           | 7            | 27           | 29           | 42     | 14     | 21     | 7      | 61     | 45     | +16 |

### Andamento in campionato
| Giornata  | 1  | 2  | 3  | 4  | 5 | 6 | 7  | 8  | 9  | 10 | 11 | 12 | 13 | 14 | 15 | 16 | 17 | 18 | 19 | 20 | 21 | 22 | 23 | 24 | 25 | 26 | 27 | 28 | 29 | 30 | 31 | 32 | 33 | 34 | 35 | 36 | 37 | 38 |
| --------- | -- | -- | -- | -- | - | - | -- | -- | -- | -- | -- | -- | -- | -- | -- | -- | -- | -- | -- | -- | -- | -- | -- | -- | -- | -- | -- | -- | -- | -- | -- | -- | -- | -- | -- | -- | -- | -- |
| Luogo     | T  | C  | T  | C  | T | C | T  | C  | T  | C  | T  | C  | T  | C  | C  | T  | C  | T  | C  | C  | T  | C  | T  | C  | T  | C  | T  | C  | T  | C  | T  | C  | T  | T  | C  | T  | C  | T  |
| Risultato | P  | N  | P  | V  | V | N | P  | V  | N  | N  | V  | V  | N  | V  | N  | N  | V  | N  | N  | V  | N  | N  | P  | N  | V  | N  | N  | V  | P  | N  | N  | N  | N  | N  | N  | V  | V  | P  |
| Posizione | 15 | 15 | 19 | 15 | 9 | 8 | 12 | 11 | 10 | 11 | 8  | 7  | 7  | 7  | 7  | 7  | 7  | 7  | 7  | 5  | 6  | 5  | 7  | 6  | 6  | 6  | 5  | 5  | 5  | 6  | 6  | 6  | 6  | 6  | 6  | 5  | 4  | 6  |

Legenda:

Luogo: C = Casa; T = Trasferta. Risultato: V = Vittoria; N = Pareggio; P = Sconfitta.

### Statistiche dei giocatori
| Giocatore       | 2. Bundesliga | 2. Bundesliga | 2. Bundesliga | 2. Bundesliga | Coppa di Germania | Coppa di Germania | Coppa di Germania | Coppa di Germania | Totale   | Totale | Totale      | Totale     |
| Giocatore       | Presenze      | Reti          | Ammonizioni   | Espulsioni    | Presenze          | Reti              | Ammonizioni       | Espulsioni        | Presenze | Reti   | Ammonizioni | Espulsioni |
| --------------- | ------------- | ------------- | ------------- | ------------- | ----------------- | ----------------- | ----------------- | ----------------- | -------- | ------ | ----------- | ---------- |
| T. Adler        | 36            | 21            | 6             | 0             | 3                 | 2                 | 0                 | 0                 | 39       | 23     | 6           | 0          |
| T. Albrecht     | 3             | 0             | 0             | 0             | 0                 | 0                 | 0                 | 0                 | 3        | 0      | 0           | 0          |
| D. Bujan        | 24            | 1             | 2             | 0             | 4                 | 1                 | 0                 | 0                 | 28       | 2      | 2           | 0          |
| R. Deffke       | 34            | 8             | 4             | 0             | 3                 | 0                 | 0                 | 0                 | 37       | 8      | 4           | 0          |
| D. Drabow       | 31            | 1             | 6             | 1             | 3                 | 0                 | 0                 | 0                 | 34       | 1      | 6           | 1          |
| P. Gartmann     | 31            | 1             | 2             | 0             | 1                 | 0                 | 0                 | 0                 | 32       | 1      | 2           | 0          |
| H. Gehrke       | 38            | 0             | 1             | 0             | 4                 | 0                 | 0                 | 0                 | 42       | 0      | 1           | 0          |
| D. Kunert       | 29            | 0             | 1             | 0             | 4                 | 0                 | 0                 | 0                 | 33       | 0      | 1           | 0          |
| A. Kutschera    | 36            | 0             | 7             | 0             | 4                 | 0                 | 0                 | 0                 | 40       | 0      | 7           | 0          |
| S. Levý         | 34            | 4             | 8             | 0             | 4                 | 0                 | 1                 | 0                 | 38       | 4      | 9           | 0          |
| G. Markov       | 9             | 1             | 0             | 0             | 1                 | 0                 | 0                 | 0                 | 10       | 1      | 0           | 0          |
| T. Motzke       | 33            | 4             | 2             | 1             | 4                 | 1                 | 0                 | 0                 | 37       | 5      | 2           | 1          |
| D. Muschiol     | 18            | 0             | 3             | 0             | 3                 | 0                 | 1                 | 0                 | 21       | 0      | 4           | 0          |
| C. Niebel       | 32            | 0             | 0             | 1             | 3                 | 0                 | 0                 | 0                 | 35       | 0      | 0           | 1          |
| H. Rahner       | 8             | 0             | 1             | 0             | 1                 | 0                 | 0                 | 0                 | 9        | 0      | 1           | 0          |
| S. Rieger       | 2             | 0             | 0             | 0             | 0                 | 0                 | 0                 | 0                 | 2        | 0      | 0           | 0          |
| T. Schlumberger | 33            | 11            | 8             | 2             | 4                 | 2                 | 1                 | 0                 | 37       | 13     | 9           | 2          |
| M. Schmidt      | 34            | 0             | 4             | 0             | 4                 | 0                 | 1                 | 0                 | 38       | 0      | 5           | 0          |
| N. Schock       | 1             | 0             | 0             | 0             | 0                 | 0                 | 0                 | 0                 | 1        | 0      | 0           | 0          |
| M. Steffen      | 10            | 0             | 0             | 0             | 0                 | 0                 | 0                 | 0                 | 10       | 0      | 0           | 0          |
| I. Yaremchuk    | 6             | 0             | 0             | 0             | 0                 | 0                 | 0                 | 0                 | 6        | 0      | 0           | 0          |